# Marcus Gayle
Marcus Anthony Gayle (London, 1970. szeptember 27. –) angol születésű jamaicai válogatott labdarúgó.
A jamaicai válogatott tagjaként részt vett az 1998-as és a 2000-es CONCACAF-aranykupán, illetve az 1998-as világbajnokságon.